# Watsaporn Wattanakoon
Watsaporn Wattanakoon (em tailandês: วรรษพร วัฒนากุล), também conhecida como Eiam (em tailandês:  เอี๊ยม) (Chiang Rai, 13 de outubro de 1987) é uma modelo tailandesa. Ficou conhecida por ser coroada no Miss Tailândia, do qual foi campeã, e Miss Universo 2010, onde foi vice-campeã.